# Pomoxis nigromaculatus

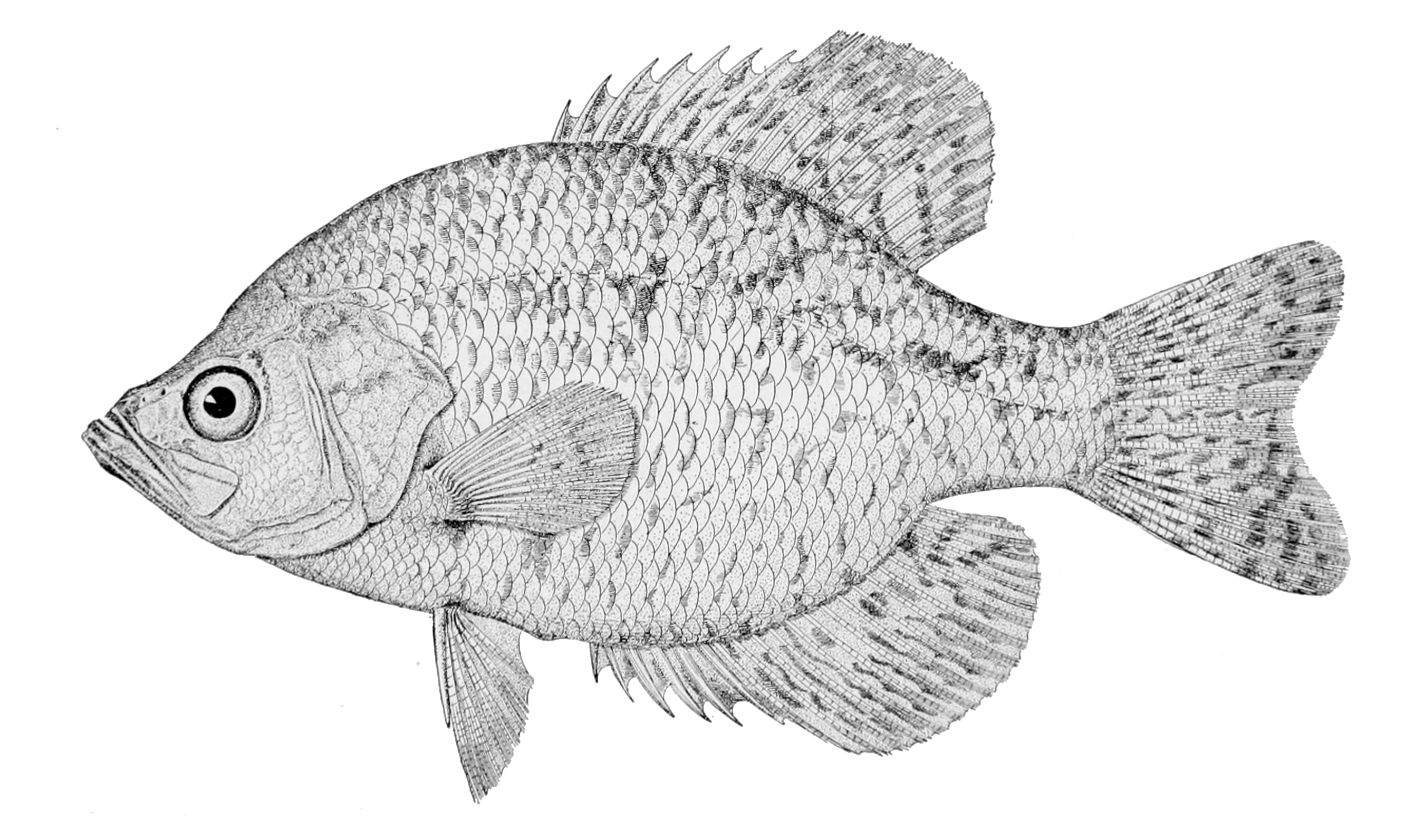
Dibuix de 1910

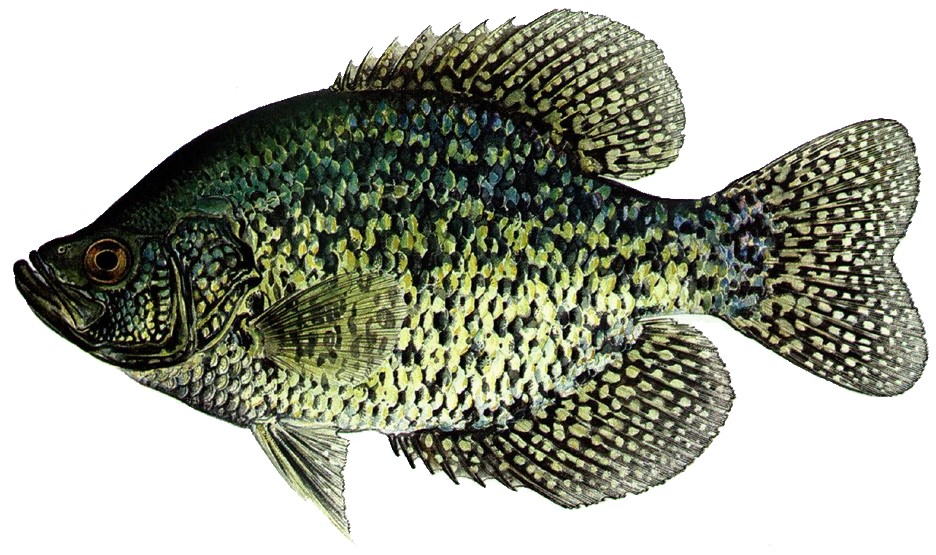
Pomoxis nigromaculatus

Pomoxis nigromaculatus és una espècie de peix pertanyent a la família dels centràrquids.

## Descripció
- Pot arribar a fer 49 cm de llargària màxima (normalment, en fa 27,5) i 2,720 g de pes.
- Cos comprimit lateralment.
- Boca terminal i obliqua.
- Flancs de color blanc platejat i ventre blanc.
- Aletes dorsal, caudal i anal amb taques fosques i/o taques blanquinoses sobre un fons fosc.
- Aletes pèlviques i pectorals lleugerament pigmentades.
- Absència d'aleta adiposa.
- Aleta anal amb 6-7 espines i 17-18 radis.[3][4][5][6][7]

## Reproducció
Ambdós sexes assoleixen la maduresa sexual a l'edat de dos anys i es reprodueixen, normalment, entre l'abril i el juny. La femella és molt fèrtil, pot aparellar-se amb diversos mascles i pondre entre 10.000 i 200.000 ous. Una vegada efectuada la posta, és responsabilitat del mascle protegir el niu dels depredadors fins que les cries puguin nedar i alimentar-se per si mateixes.

## Alimentació
S'alimenta des de la mitjanit fins a les dues de la matinada. Els individus de fins a 16 cm es nodreixen de crustacis planctònics i larves de dípters, mentre que els exemplars més grossos mengen peixets.

## Depredadors
Als Estats Units és depredat per la perca americana (Micropterus salmoides). També és depredat pel bernat americà, tortugues, llúdrigues i visons. Pel que fa als seus paràsits, la llista inclou molts protozous, trematodes, cestodes i nematodes.

## Hàbitat
És un peix d'aigua dolça, bentopelàgic i de clima temperat (52°N-27°N), el qual habita llacs, estanys, pantans i gorgs de rierols de fons sorrencs o fangosos.

## Distribució geogràfica
Es troba a Nord-amèrica: des de Virgínia fins a Florida, Texas i el riu Sant Llorenç, i, també, les conques dels Grans Llacs d'Amèrica del Nord i del riu Mississipi des del Quebec i Manitoba fins al Golf de Mèxic. Ha estat introduït a la Colúmbia Britànica, Mèxic i Panamà.

## Longevitat
La seua esperança de vida és de 15 anys.

## Observacions
És inofensiu per als humans, la seua carn és blanc i escatosa, i la seua agressivitat és ben apreciada pels afeccionats de la pesca esportiva car els permet una bona lluita.